# Asasinarea unui preot
Asasinarea unui preot (titlu originar în engleză To Kill a Priest) este un film realizat de Agnieszka Holland în anul 1988. Filmul tematizează uciderea preotului Jerzy Popiełuszko (Christopher Lambert) cu patru ani înainte. 

## Distribuție
- Christopher Lambert – Father Alek
- Ed Harris – Stefan
- Joss Ackland – Colonel
- Tim Roth – Feliks
- Timothy Spall – Igor
- Pete Postlethwaite – Josef
- Cherie Lunghi – Halina
- Joanne Whalley – Anna
- David Suchet – Bishop
- Jerome Flynn – Traffic militiaman